# داریو شوماخر
داریو شوماخر (انگلیسی: Dario Schumacher؛ زادهٔ ۱ آوریل ۱۹۹۳) بازیکن فوتبال اهل آلمان است.
از باشگاه‌هایی که در آن بازی کرده‌است می‌توان به باشگاه فوتبال آلمانیا آخن اشاره کرد.